# ANPI
Associazione Nazionale Partigiani d'Italia (ANPI; em português: Associação Nacional dos Partisans da Itália) é uma associação fundada por participantes da Resistência italiana contra o regime fascista italiano e a subsequente ocupação nazista durante a Segunda Guerra Mundial. A ANPI foi fundada em Roma em 1944, enquanto a guerra continuava no norte da Itália. Foi constituída como uma fundação em 5 de abril de 1945. Persiste até a atualidade devido à atividade de seus membros antifascistas.

## História
A Associação Nacional dos Partisans da Itália foi criada por voluntários que participaram da guerra nas regiões centrais da península italiana. Após a queda da República Social Italiana, a ANPI se espalhou pelo país até a ponta sul da Itália. A maioria dos partisans que lutaram vieram do centro-norte do país, mas também havia membros da Iugoslávia, Grécia e França.
Em 5 de abril de 1945, dia em que a ANPI foi reconhecida como fundação, a associação representou todos os partisans italianos e foi administrada por um conselho onde estavam presentes as diferentes brigadas que lutaram na guerra (Brigate Garibaldi, Giustizia e libertà de Ferruccio Parri, Brigate Matteotti, Mazzini Society, grupos independentes e partidários católicos). Depois do primeiro congresso nacional, realizado em Roma em 1947, surgiram problemas devido a diferentes visões da política interna e externa dentro da associação.

### Lista de congressos nacionais da ANPI
1. Roma, 6–9 de dezembro de 1947
2. Veneza, 19–21 de março de 1949
3. Roma, 27–29 de junho de 1952
4. Milão, 6–8 de abril de 1956
5. Turim, 19–21 de junho de 1959
6. Roma, 14–16 de fevereiro de 1964
7. Bolonha, 18–21 de março de 1971
8. Florença, 4–7 de novembro de 1976
9. Gênova, 26–29 de março de 1981
10. Milão, 10–13 de dezembro de 1986
11. Bolonha, 2–5 de junho de 1991
12. Nápoles, 28–30 de junho de 1996
13. Abano Terme (Pádua), 29–31 de março de 2001
14. Chianciano Terme (Siena), 24–26 de fevereiro de 2006
15. Turim, 24–27 de março de 2011[4]
16. Rimini, 12–15 de maio de 2016[5][6][7][8][9]

## Objetivos
Os objetivos da ANPI são a manutenção do papel histórico da guerra dos partisans por meio de pesquisas e coleta de histórias pessoais. Seus objetivos são uma defesa contínua contra o revisionismo histórico e o apoio ideal e ético aos altos valores de liberdade e democracia expressos na constituição de 1948, na qual os ideais da resistência italiana foram reunidas.

## Membros
Diferentemente de outras associações de veteranos, os veteranos podem se tornar membros da ANPI se pertencerem a uma das categorias listadas no artigo 23 de seus regulamentos. Isso inclui partisans, patriotas, soldados que lutaram contra soldados alemães após o armistício entre a Itália e as forças armadas aliadas, prisioneiros ou deportados — durante a guerra civil — por atividades políticas ou discriminação racial, militares presos que não apoiaram a República Social Italiana, e também todos os cidadãos que, sem distinção de idade, se declarem antifascistas, de acordo com os regulamentos da ANPI. Com a introdução de um novo regulamento, aprovado durante o 14º congresso, em 2006, a ANPI permitiu uma mudança geracional na direção dos membros da associação. Em 2010, sua contagem de membros era de 110 000 membros afiliados.
Além dos 10% dos membros classificados como "partisans históricos", 10% da organização é composta por jovens entre 18 e 30 anos de idade, e a maioria dos membros (60–65%) têm entre 35 e 65 anos.
Nos três anos entre 2006 e 2009, o número de membros aumentou de 83 000 para 110 000, com um grande número de jovens antifascistas eleitos para cargos de alto escalão nos níveis local e nacional.

Sou membro da ANPI porque a resistência não é apenas parte do passado, mas ainda está presente nos tempos atuais.— Campanha de inscrição de membros artistas da ANPI, 2010
Em junho de 2010, Dacia Maraini e Concita De Gregorio criaram uma campanha de inscrição de membros que recrutou muitos artistas e intelectuais como testemunhos. Entre os membros estavam Marco Bellocchio, Andrea Camilleri, Massimo Carlotto, Liliana Cavani, Roberto Citran, Cristina Comencini e Francesca Comencini, Vincenzo Consolo, Simone Cristicchi, Serena Dandini, Emma Dante, Giancarlo De Cataldo, Ellekappa, Sabrina Ferilli, Dario Fo, Matteo Garrone, Fabrizio Gifuni, Giorgia, Irene Grandi, Ugo Gregoretti, Monica Guerritore, Margherita Hack, Fiorella Mannoia, Simona Marchini, Neri Marcorè, Mario Monicelli, Giuliano Montaldo, Claudia Mori, Nicky Nicolai, Moni Ovadia, Marco Paolini, Michele Placido, Gigi Proietti, Franca Rame, Lidia Ravera, Toni Servillo, Paolo Sorrentino, Sergio Staino, Roberta Torre, Nadia Urbinati, Vauro Senesi, Lucio Villari e Gustavo Zagrebelsky.

## Estrutura
A associação está atualmente estruturada com grupos locais, grupos distritais, grupos de conselhos e comitês provinciais e regionais. A sede da associação fica na Via degli Scipioni 271, Roma. 
Arrigo Boldrini foi presidente da ANPI desde o primeiro congresso (1947) até 2006. Até junho de 2009 Tino Casali foi o presidente honorário, Raimondo Ricci foi o presidente nacional e Armando Cossutta foi o vice-presidente.
Em abril de 2011 o comitê nacional da ANPI elegeu novas lideranças. Carlo Smuraglia, partisan combatente, advogado, senador e professor de direitos trabalhistas foi eleito para ser o novo presidente nacional. Também foram eleitos os seguintes vice-presidentes: Armando Cossutta, Luciano Guerzoni, Giovanna Stanka Hrovatin, Lino "William" Michelini, Carla Nespolo, Marisa Ombra, Alessandro Pollio Salimbeni e Massimo Rendina. Os secretários nacionais incluem: Carlo Smuraglia (Presidente), Luciano Guerzoni, Marisa Ferro, Marisa Ombra, Carla Argenton, Andrea Liparoto e Paolo Papotti.
Em maio de 2016, o comitê nacional confirmou a presidência de Carlo Smuraglia, elegendo Luciano Guerzoni, Carla Nespolo, Marisa Ombra e Alessandro Pollio Salimbeni como vice-presidentes.
Em 2017, após um anúncio de Smuraglia, Carla Nespolo foi eleita para o cargo de presidente nacional, a primeira mulher a ser eleita para o cargo e também a primeira presidente a não ter participado da luta partidária original na Segunda Guerra Mundial. Smuraglia recebeu o título de presidente emérito.

### Presidentes Nacionais da A.N.P.I.
- Arrigo Boldrini (9 de dezembro de 1947 – 5 de fevereiro de 2006)
- Agostino "Tino" Casali (5 de fevereiro de 2006 – 17 de junho de 2009)
- Raimondo Ricci  (17 de junho de 2009 – 16 de abril de 2011)
- Carlo Smuraglia (16 de abril de 2011 – 3 de novembro de 2017)
- Carla Federica Nespolo (3 de novembro de 2017 – presente)

### Patria Indipendente
A ANPI publica uma revista chamada Patria Indipendente (Pátria Independente). Desde 2015, é publicado apenas digitalmente. A revista concentra-se em questões histórico-políticas, observando eventos relacionados à resistência italiana e promovendo o respeito aos temas constitucionais.

## Festival nacional da ANPI
Desde 2008, a cada dois anos a ANPI organiza seu festival nacional. Durante o evento, são organizados encontros, debates e concertos musicais com foco no antifascismo, paz e democracia.